# Rita (inslagkrater)
Rita is een inslagkrater op de planeet Venus. Rita werd in 1985 genoemd naar Rita, een Italiaanse meisjesnaam.
De krater heeft een diameter van 8,3 kilometer en bevindt zich op Lakshmi Planum in de regio Ishtar Terra, in het quadrangle Lakshmi Planum (V-7).